# Бензимидазол
Бензимидазол — азотсодержащие ароматическое гетероциклическое соединение в структуру которого входят сопряженные кольца бензола и имидазола.

## Физические свойства
Бесцветные кристаллы с Тпл=172°С, растворимые в спирте, воде, эфире и растворах разбавленных кислот и щелочей.

## Получение
Лабораторный метод синтеза бензимидазола - реакция о-фенилендиамина с муравьиной кислотой, либо с триметилортоформиатом.
2-алкилбензимидазолы получаются взаимодействием жирных кислот с о-фенилендиамином в присутствии HCl . 2-арилбензимидазолы получаются конденсацией о-фенилендиамина с ароматическими альдегидами с последующим окислением ацетатом меди (I) (реакция Вайденхагена).

## Химические свойства
Проявляет амфотерные свойства,
образует с ионами некоторых переходных металлов (Ag, Cu) соли в аммиачном растворе.
Вследствие таутомерии имидазольного цикла в бензимидазоле положения 4-7 и 5-6 бензольного цикла бензимидазола эквивалентны.
Бензимидазол алкилируется алкилгалогенидами и алкилсульфатами с образованием сначала 1-алкилбензимидазолов и, затем, 1,3-диалкилбензимидазолиевых солей. Также бензимидазол легко аминометилируется под действием формальдегида и вторичного амина.
Под влиянием имидазольного фрагмента бензольное кольцо бензимидазола деактивировано по отношению к реакциям электрофильного замещения: так, бензимидазол нитруется смесью азотной и серной кислот с образованием 5-нитробензимидазола и сульфируется с образованием смеси 5- и 6-бензимидазолилсульфокислот.

При сплавлении бензимидазола с серой образуется бензимидазол-2-тион. Окисление хроматом калия в 70% серной кислоте ведет к деградации бензольного фрагмента с образованием имидазол-4,5-дикарбоновой кислоты.

## Применение
Сам имидазол ранее находил ограниченное применение в качестве подавителя вуалеобразования при проявлении галогенсеребряных фотоматериалов, в настоящее время практического значения не имеет. Вместе с тем, ряд производных бензимидазола являются биологически активными соединениями - N-рибозил-гликозид бензимидазола является аксиальным лигандом, координирующим кобальт в витамине B12., ряд производных бензимидазола применяются в качестве фармацевтических препаратов (дибазол, омепразол, мебендазол и др.).

## Токсичность
ЛД50(крысы, перорально) - 2910 мг на кг.